# Без степеника
Без степеника је српски телевизијски филм из 2015. године. Филм је режирао Марко Новаковић, а сценарио за филм писао је Зоран Ђикић. Филм је рађен у производњи Радио Телевизије Србије, а премијерно је приказан 12. децембра 2015. године. Ово је био последњи филм Властимира Ђузе Стојиљковића, који је преминуо пре његове премијере.

## Кратак садржај
Славиша Петронијевић, бивши професор неуропсихијатрије живи у свом стану са ћерком Милицом, зетом Стојаном и унуком Драганом. Славиша болује од Алцхајмерове болести, што компликује живот својим укућанима. Милица и Стојан желе да га сместе у старачки дом, што он одбија и труди се да им покаже да је он у реду, што му како време одмиче постаје све теже.

## Награде
Без степеника је освојио Гран-при „Наиса“ Филмских и глумачких сусрета у Нишу 2015. године (Властимир Ђуза Стојиљковић) као и седам награда на филмским фестивалима у Нишу, Лесковцу и на Палићу. Овај филм погледала је фестивалска публика на три континента и на преко петнаест различитих фестивала и филмских ревија.

## Улоге
| Глумац                     | Улога                |
| -------------------------- | -------------------- |
| Властимир Ђуза Стојиљковић | Славиша Петронијевић |
| Наташа Нинковић            | Милица               |
| Александар Ђурица          | Стојан               |
| Миодраг Крстовић           | Мики                 |
| Рената Улмански            | госпођа              |
| Марко Јанкетић             | Аки                  |
| Иван Ђорђевић              | Киза                 |
| Александра Николић         | управница            |
| Ана Чохаџић                | Драгана              |
| Зоран Ђикић                | кловн                |
| Драгана Богдановић         | болничарка           |
| Саша Радојевић             | клошар               |